# Педру III
Пе́дру III порт. Pedro III; 5 липня 1717 — 25 травня 1786) — король Португалії за правом дружини Марії I (1777—1786). Представник династії Браганського дому. Син короля Жуана V та Марії-Анни Австрійської. Брат португальського короля Жозе I. Дядько і чоловік португальської королеви Марії I, її консорт (з 1760). Не маючи спадкоємців чоловічої статі, домігся від Святого Престолу дозволу на близькоспоріднений шлюб. Не намагався брати участь в управлінні справами, витрачаючи свій час на полювання чи науки. Прізвиська — Вмі́лий (порт. o Capacidónio), Захристияни́н (порт. o Sacristão), Будівни́чий (порт. o Edificador).

## Імена
- Пе́дру III (порт. Pedro III) — у португальських джерелах.
- Пе́дру III Брага́нський (порт. Pedro III de Bragança) — за назвою династії.
- Пе́дру Будівни́чий (порт. Pedro, o Edificador) — за прізвиськом.
- Пе́дру Вмі́лий (порт. Pedro, o Capacidónio) — за прізвиськом.
- Пе́дру Захристияни́н (порт. Pedro, o Sacristão) — за прізвиськом.
- Пе́дру III Португа́льський (порт. Pedro III de Portugal) — за назвою країни.
- Петро́ III (лат. Petrus III) — у латинських джерелах.
- Пе́дро III (ісп. Pedro III) — у кастильських, іспанських джерелах.